# Olaus Canuti Helsingius
Olaus Canuti Helsingius, född i 1520 i Bollnäs socken, död 1607 i Stora Tuna socken, var en svensk präst och riksdagsman.

## Biografi
Olaus Canuti var hovpredikant hos prinsen, blivande kung Erik XIV, och tjänade även som prinsens informator tillsammans med Dionysius Beurræus. 1543 utnämndes han till kyrkoherde i Västerås domkyrka. 1571 blev han kyrkoherde och kontraktsprost i Stora Tuna socken. Han var en av dem som antog den nya liturgin vid den liturgiska striden, men undertecknade sedan beslutet från Uppsala möte (1593). Under Näftåget (1598) fick han fly och hålla sig gömd i Gävle efter förebråelser bland allmogen.
Olaus Canuti var fullmäktig vid riksdagarna 1571, 1590 och 1594.
Olaus Canuti gifte sig med Magdalena Haraldsdotter, vars syster Ingeborg gifte sig med Dionysius Beurræus. Systrarna ska ha varit döttrar till Harald Eriksson från Vällinge. Uppgifter om att Harald ska ha hört till ätten Körning som förekommer i äldre litteratur har visat sig felaktiga.
I äktenskapet mellan Olaus Canuti och Magdalena blev en son Haraldus Tunæmontanus stadsfysicus i Stockholm, två söner hemmansägare, dottern Sara gift med Samuel Mathiæ Malmenius och dottern Margareta gift med Stephanus Olai Bellinus.